# اس‌اس فورت کاتاراکی
اس‌اس فورت کاتاراکی (به انگلیسی: SS Fort Cataraqui) یک کشتی بود.